# Bahnhof Gedser

Der Bahnhof Gedser ist ein dänischer Bahnhof in Gedser. Das Bahnhofsgebäude wurde 1903 nach Zeichnungen von Heinrich Wenck errichtet.

## Geschichte
Nachdem 1872 Nykøbing Falster einen Eisenbahnanschluss mit der Strecke Nykøbing–Orehoved bekommen hatte, errichtete die A/S Gjedser Jernbane die Strecke Nykøbing–Gedser als Privatbahn und nahm sie am 1. Juli 1886 in Betrieb.
Die bereits verkehrende Postdampferverbindung von Warnemünde nach Nykøbing wurde auf die Strecke Warnemünde–Gedser verkürzt. Am 1. Januar 1893 wurde die Verbindung Nykøbing–Gedser verstaatlicht und von den Danske Statsbaner übernommen. Durch die Eröffnung der Fährverbindung Warnemünde–Gedser am 1. Oktober 1903 gelangte internationaler Fernverkehr auf diese Strecke. Nach dem Zweiten Weltkrieg änderte sich die Verkehrssituation durch den Eisernen Vorhang grundsätzlich. Seit 1949 wurde die Fährverbindung Warnemünde–Gedser von den DSB zusammen mit der Deutschen Reichsbahn betrieben. Da diese Verbindung nicht von der Deutschen Bundesbahn genutzt werden konnte, richtete diese 1951 die Eisenbahnfähre Großenbrode–Gedser ein.

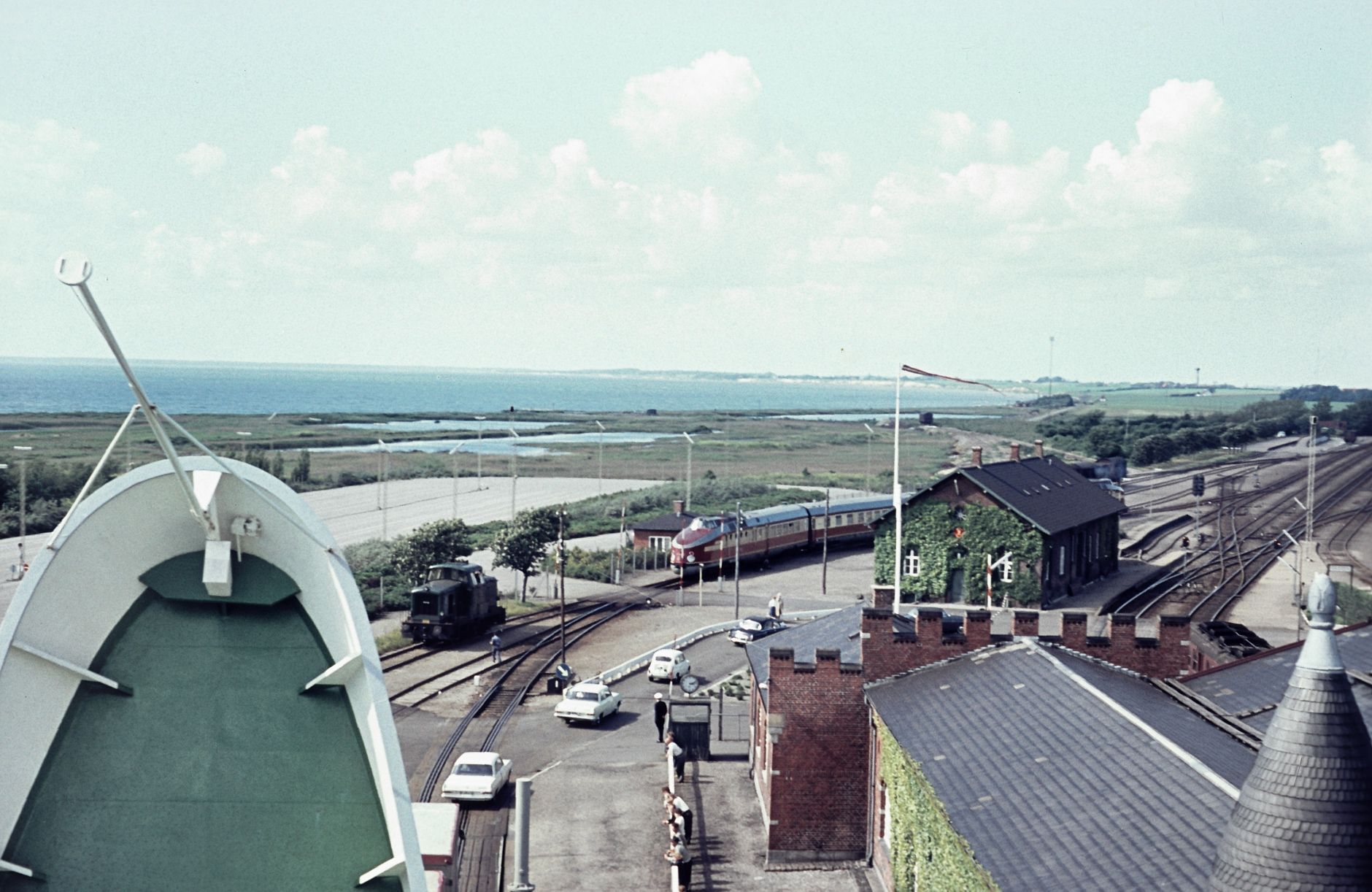
Der VT 18.16 „Neptun“ am Fähranleger

1963 wurde die Vogelfluglinie eröffnet und der Betrieb auf der Fährverbindung Großenbrode–Gedser eingestellt. Über Gedser verkehrten seitdem nur Fernzüge zwischen Dänemark und der DDR. Nachdem der Zugverkehr durch die Deutsche Reichsbahn ab 1954 auf ein wöchentliches Zugpaar im Personenverkehr zurückgegangen war, gab es seit 1957 wieder eine tägliche Direktverbindung Berlin–Kopenhagen mit einem Nachtzug (Ostsee-Express). Ab 1960 kam ein Tageszug (Neptun) hinzu, zunächst als Umsteigeverbindung, ab 1964 durchgehend und bis in die 1970er Jahre teilweise mit Triebwagen bedient.
1995 wurde der Eisenbahnfährverkehr zwischen Warnemünde und Gedser eingestellt. Zeitweise gab es danach keinen Zugverkehr zwischen Nykøbing und Gedser, bevor er für einige Jahre reaktiviert wurde. Im Dezember 2009 wurde der Zugverkehr vollständig eingestellt. Zuletzt verkehrte ein Zugpaar am Tag auf der Strecke. Die Strecke sollte ausgebaut werden, was aber aus Kostengründen scheiterte. Der Bahnhof wurde mit dem Fahrplanwechsel 2009/10 geschlossen.
Im Zuge des Umbaus des Fährhafens wurden im Sommer 2011 alle Gleise aus dem Bahnhof entfernt und das Gebäude als weiteres Fährterminal umgestaltet. Eine Wiederaufnahme der Bahnverbindung Berlin–Kopenhagen über die Fähre Rostock–Gedser ist nicht mehr zu realisieren. Jedoch wurde das Eisenbahnmuseum Gedser im Betriebswerk mit einer neuen Gleisverbindung an die bestehende Bahnstrecke angeschlossen. Zwischen 2015 und 2019 verkehrten wieder Museumszüge nach Gedser.

## Gedser remise

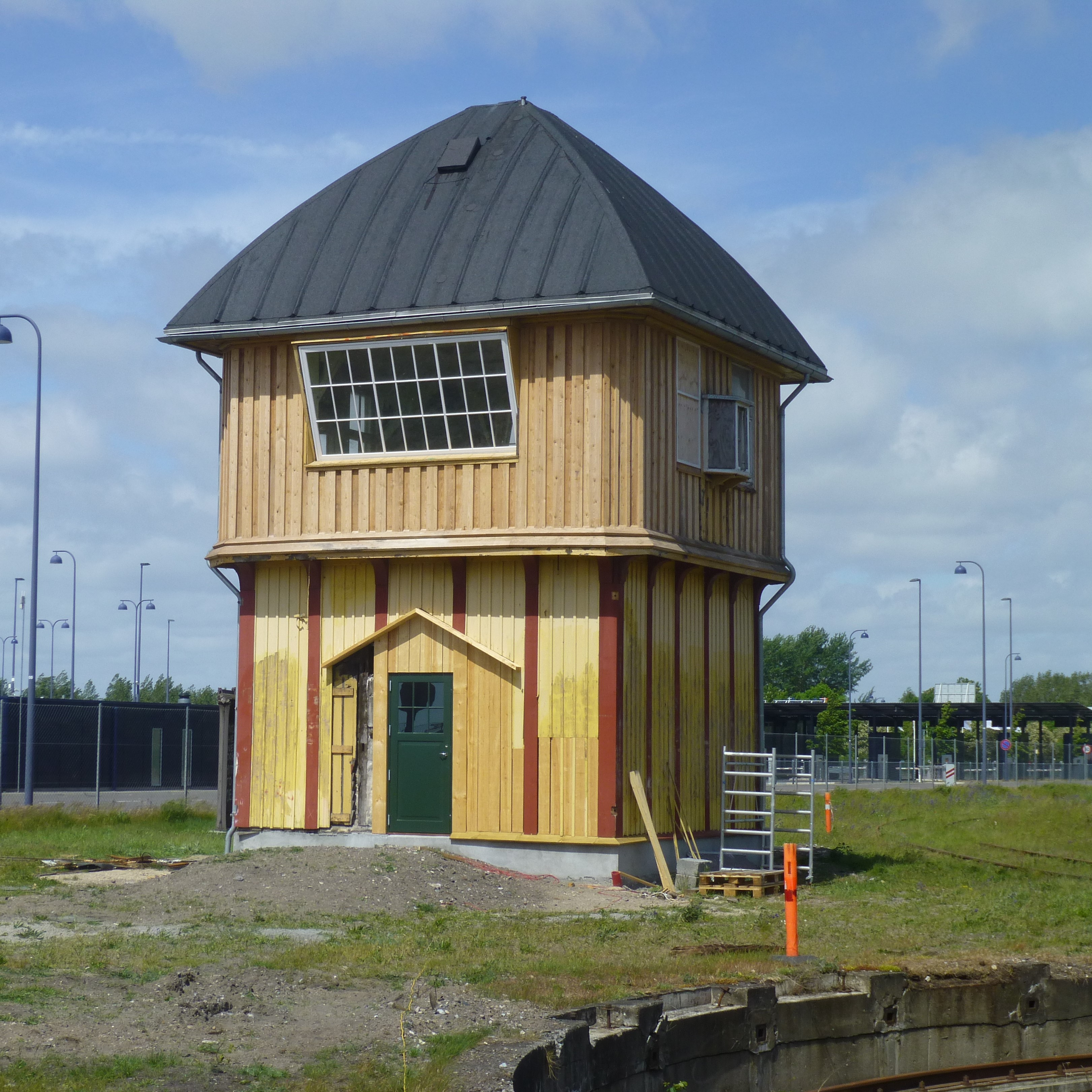
Det gule palæ in Gedser (2017)

Bereits 1986 gaben die Danske Statsbaner (DSB) das durch die A/S Gjedser Jernbane  erbaute Bahnbetriebswerk auf. Seit 1987 ist darin ein Eisenbahnmuseum eingerichtet. Bevaringsforeningen Gedser Remise hat das von den DSB nicht mehr benötigte Betriebswerk gemietet und am 1. April 1998 gekauft. Viele Fahrzeuge von anderen Museumsbahnen sind darin aufbewahrt.
Mit Hilfe von deutschen und dänischen Fans der Filmreihe Olsenbande konnte das bekannte, ursprünglich an den Güterzugstrecken im Kopenhagener Südhafen stehende Stellwerk  „Det Gule Palæ“  aus dem Film Die Olsenbande stellt die Weichen in großen Teilen gerettet werden. Es wurde im September 2016 von Kopenhagen nach Gedser überführt.
Das Eisenbahnmuseum zeigt Eisenbahngegenstände und betreibt einen Museumszug zwischen Gedser und Nykøbing F. Dieser Verkehr musste zeitweise wegen Gleissschäden eingestellt werden, wurde jedoch im Herbst und an Weihnachten 2019 mit einem Triebwagen durchgeführt.
Die E 987 hatte ihren letzten Einsatz am 15. Mai 1970 und wurde nach der Ausmusterung 1973 an den Privatmann K. H. Glensgård abgegeben und am 27. Januar 1974 in Silkeborg im Betriebswerk der Horsens-Bryrup-Silkeborg Jernbane (HBS) untergestellt. 1992 kam die Lokomotive in den Lokschuppen Funder der ehemaligen Langå-Bramming-banen. Dort stand sie bis zum Verkauf 2008 an Peter Malmqvist, der sie nach Struer überführen ließ. Am 20. Juni 2009 wurde sie im Bahnbetriebswerk Tondern im Freien abgestellt. Am 24. Februar 2020 wurde sie nach Bramming zur lauftechnischen Überprüfung gebracht. Die Überführung zum Eisenbahnmuseum nach Gedser remise erfolgte am 7. März 2020 mit der MT 152 des Veterantog Vest.

## Besonderes
Der Bahnhof wurde für die Außenaufnahmen des Bahnhofes Korsbæk in der dänischen Fernsehserie Matador verwendet.